# Guido Philipp Schmitt

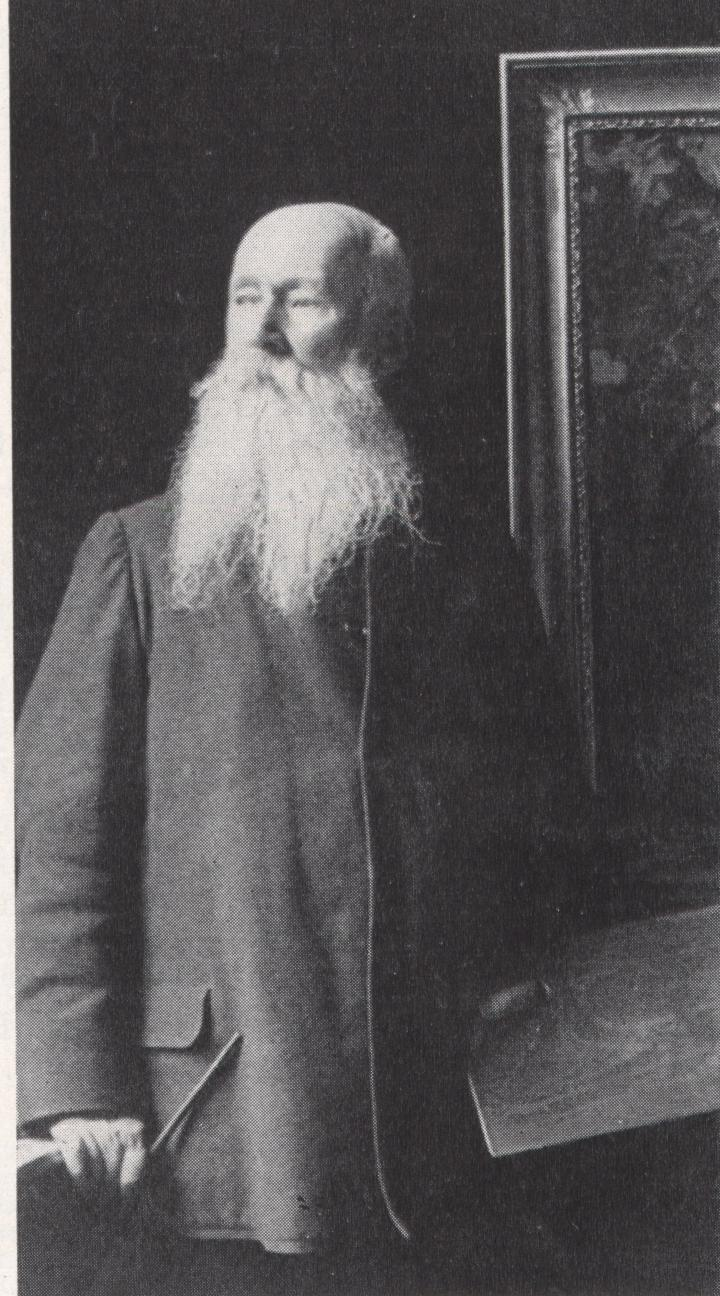
Guido Philipp Schmitt, Photo, 1909

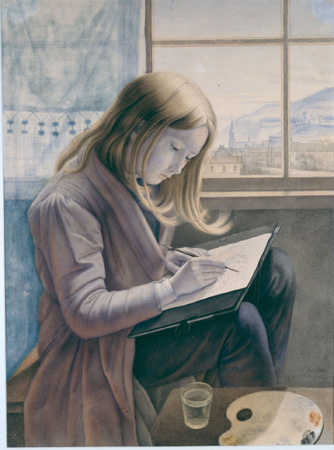
Guido Philipp Schmitt malend, als Junge; im Hintergrund Ansicht von Heidelberg. Aquarell des Vaters Georg Philipp Schmitt

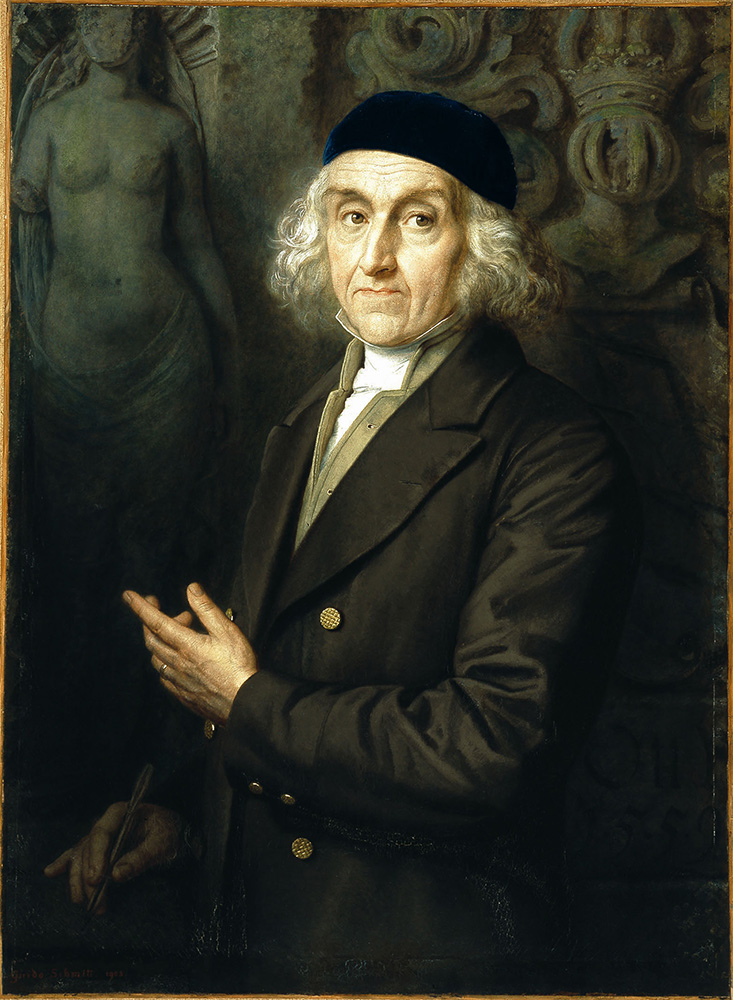
Porträt des Heidelberger Malers Charles de Graimberg

Guido Philipp Schmitt (* 23. Februar 1834 in Heidelberg; † 8. August 1922 in Miltenberg) war ein berühmter deutscher Maler. Er entstammt der Heidelberger Malerdynastie Schmitt, die vier bedeutende Maler hervorbrachte.

## Leben
Guido Philipp Schmitt wurde 1834 als erster Sohn des Malers Georg Philipp Schmitt und seiner Frau Eva Katharina, geb. Kaysser, einer Bäckerstochter, geboren. Nachdem er von seinem Vater unterrichtet worden war, begann er als 14-Jähriger, seine Familie bei verschiedenen Tätigkeiten zu porträtieren: die konzentriert-beschäftigte Mutter, den jüngsten Bruder schlafend auf einem prallen Kissen, die Schwestern strickend, lesend, träumend, in blauen, grünen oder violetten Kleidern, die dem der Mutter gleichen. 1852 malte Guido Schmitt schließlich ein Ölbild der Mutter.
Zu sehen sind auf diesen Bildern nicht die berühmten Frauengestalten der Romantik, sondern Heidelberger Mädchen und Frauen – Katharina, Elise, Josephine, Amalie – die in ihrer „Anmuth als Krone der weiblichen Schönheit“ gezeigt werden. Es sind die zu ehrenden Frauen, die „flechten und weben himmlische Rosen ins irdische Leben“, sie sind die „Töchter mit schamhafter Sitte, treue Töchter der frommen Natur“. Diesen „liebenden Fleiß“ zeigt der jugendliche Maler, die „züchtige Hausfrau, die Mutter der Kinder“ (Friedrich Schiller).
Der Vater Georg Philipp Schmitt unterrichtete seine beiden Söhne (über die Töchter ist nichts zu erfahren, außer dass sie ledig blieben) und förderte ihre künstlerischen Fähigkeiten. Er porträtierte Guido 1848, malend, die Zeichenmappe auf den Knien, mit Wasserglas und Pinsel, als jungen, angehenden Künstler, der genau die Farben auf seiner Palette hat, mit denen er im gleichen Jahr seine Mutter malt: blau, schwarz, gelb, rot. Guido ahmte nach, probierte, übte sich in verschiedenen Techniken. Das realitätsorientierte Porträtieren ermöglichte ihm 1859 eine Künstlerkarriere in England, wo er rasch zum gefragtesten Porträtmaler der Londoner Hocharistokratie aufstieg. Dort lebte und arbeitete er fast dreißig Jahre lang und kehrte erst 1885 nach Heidelberg in das Elternhaus am Klingenteich 6 zurück. Dort malte er diverse Bilder, wie z. B. die „Ruperto Carola“, eine Allegorie auf die Universität. 1920 wurde er Ehrenbürger von Heidelberg.
Sehr berühmt wurde sein inzwischen verschollenes Gemälde „Bismarck als Schmied der deutschen Einheit“, das in zahllosen Versionen im Druck erschien. Im Haus der Blauen Sänger, Göttingen, ist es als Glasbild ausgeführt. In seine Zeichnung „Knecht Rupprecht beschenkt Kinder“, fügte er 1907 am rechten Bildrand das deutsche Kaiserpaar als „zufällige Passanten“ ein, wodurch auch dieses Bild deutschlandweite Bekanntheit erlangte und als Postkarte erschien. 1913 porträtierte Schmitt den Grafen Reinhard August zu Leiningen-Westerburg-Altleiningen als seinen Vorfahren, den Kreuzritter Emich II. von Leiningen. Jenes Gemälde erhielt die Stadt Grünstadt zum Geschenk. Nach ihm wurde noch im gleichen Jahr der dortige Emichbrunnen gestaltet, den bis heute ein Bronzerelief mit Guido Schmitts Ritterbild ziert.
Fast neunzigjährig starb der Maler 1922, nach einem Spaziergang in Miltenberg.
Guido Philipp Schmitts Bruder Nathanael Schmitt und sein Onkel Franz Schmitt (Bruder des Vaters) waren ebenfalls bekannte Maler. Sein Cousin Carl Leonhard, Direktor der Heidelberger Portland-Zement-Fabrik, förderte ihn und ließ öfter Bilder von ihm malen.

## Ehrungen
- Guido Philipp Schmitt wurde von der Stadt Heidelberg die Ehrenbürgerwürde verliehen. Er ruht auf dem Bergfriedhof (Heidelberg) in einem Ehrengrab in der Abteilung C.

## Galerie

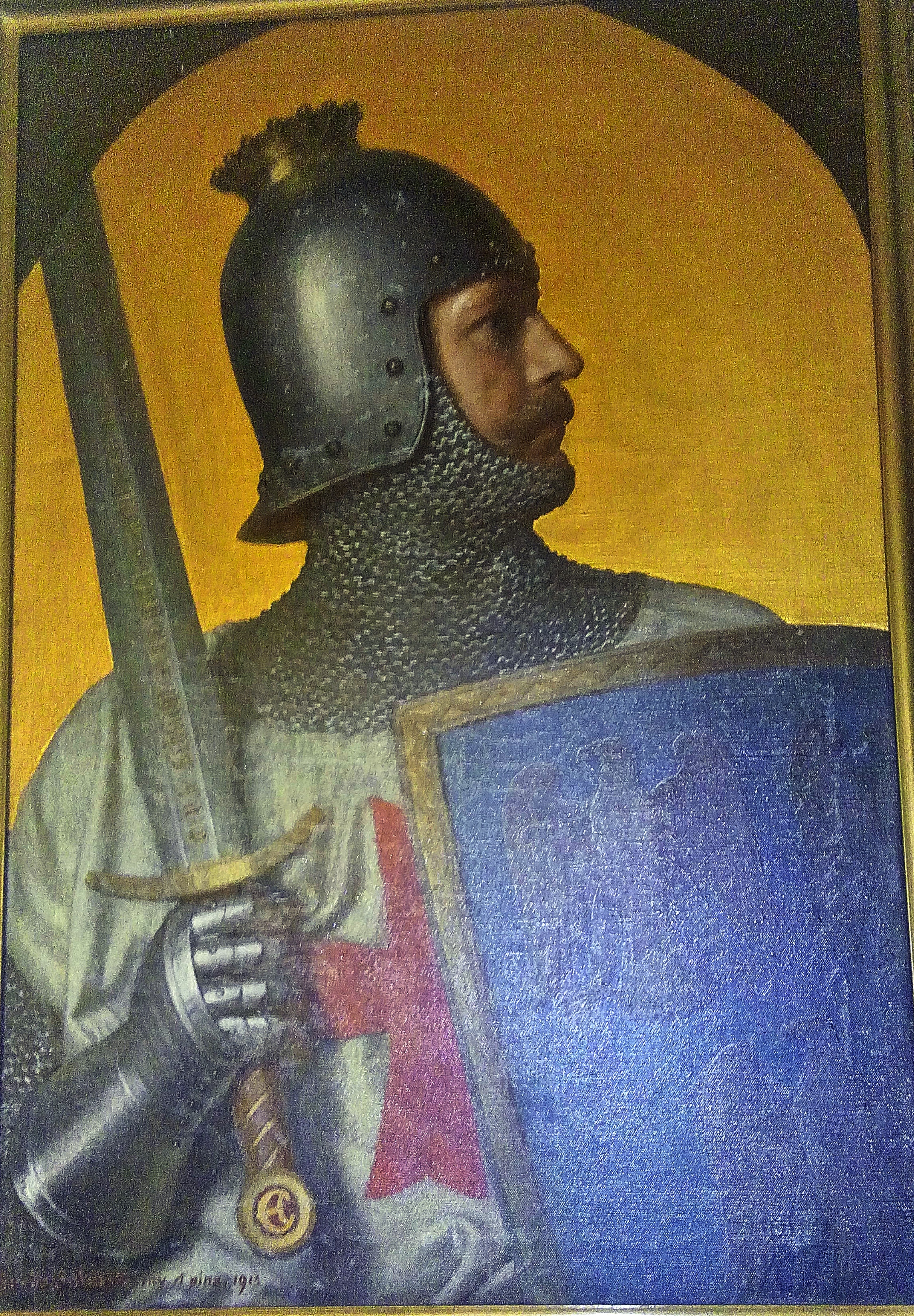
Graf Reinhard August zu Leiningen-Westerburg-Altleiningen (1863–1929), porträtiert als Kreuzritter, 1913, Stadtmuseum Grünstadt
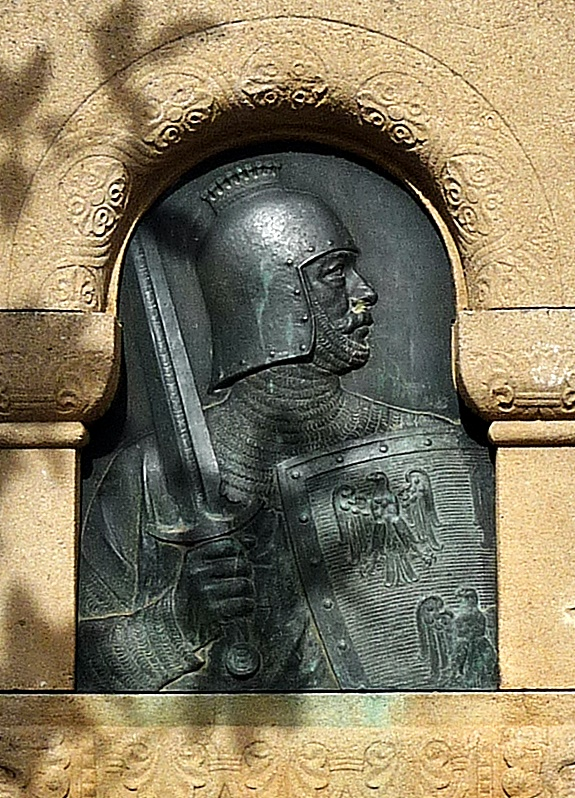
Emichbrunnen Grünstadt, Bronzerelief nach Gemälde von Guido Philipp Schmitt
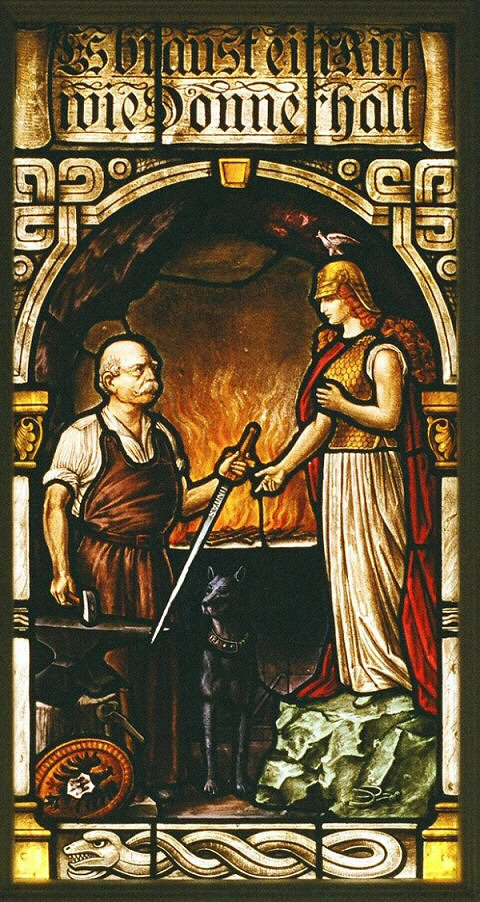
Bismarck als Schmied der deutschen Einheit. Glasfenster nach Schmitts Gemälde, im Haus der Blauen Sänger, Göttingen
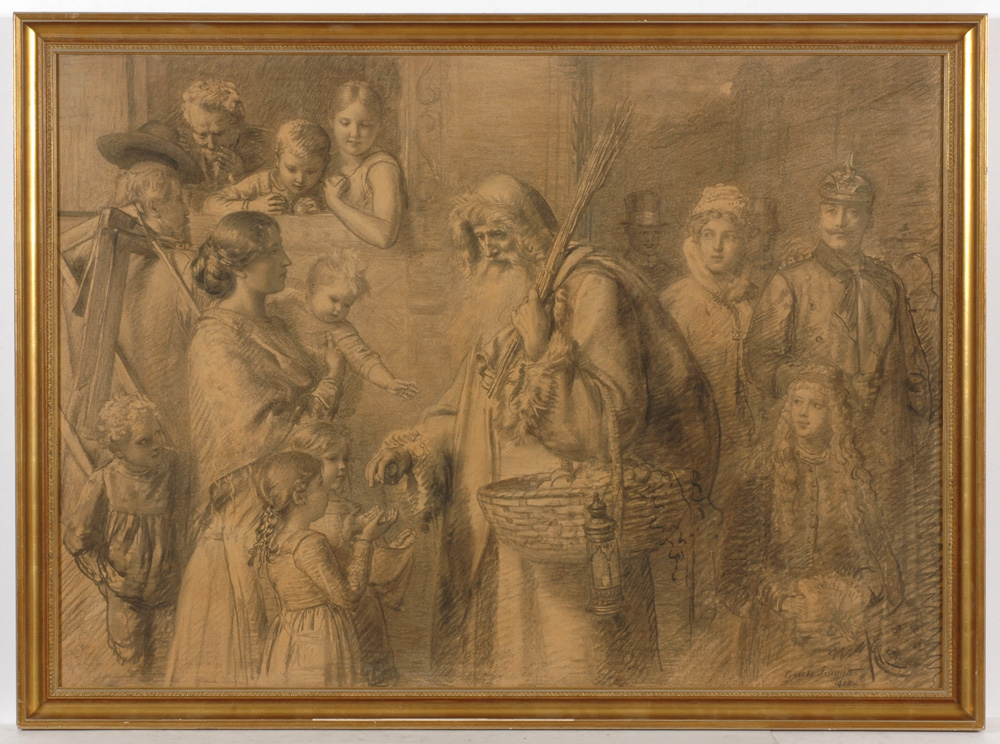
„Knecht Rupprecht beschenkt Kinder“, 1907. Das deutsche Kaiserpaar als „zufällige Passanten“ rechts im Bild
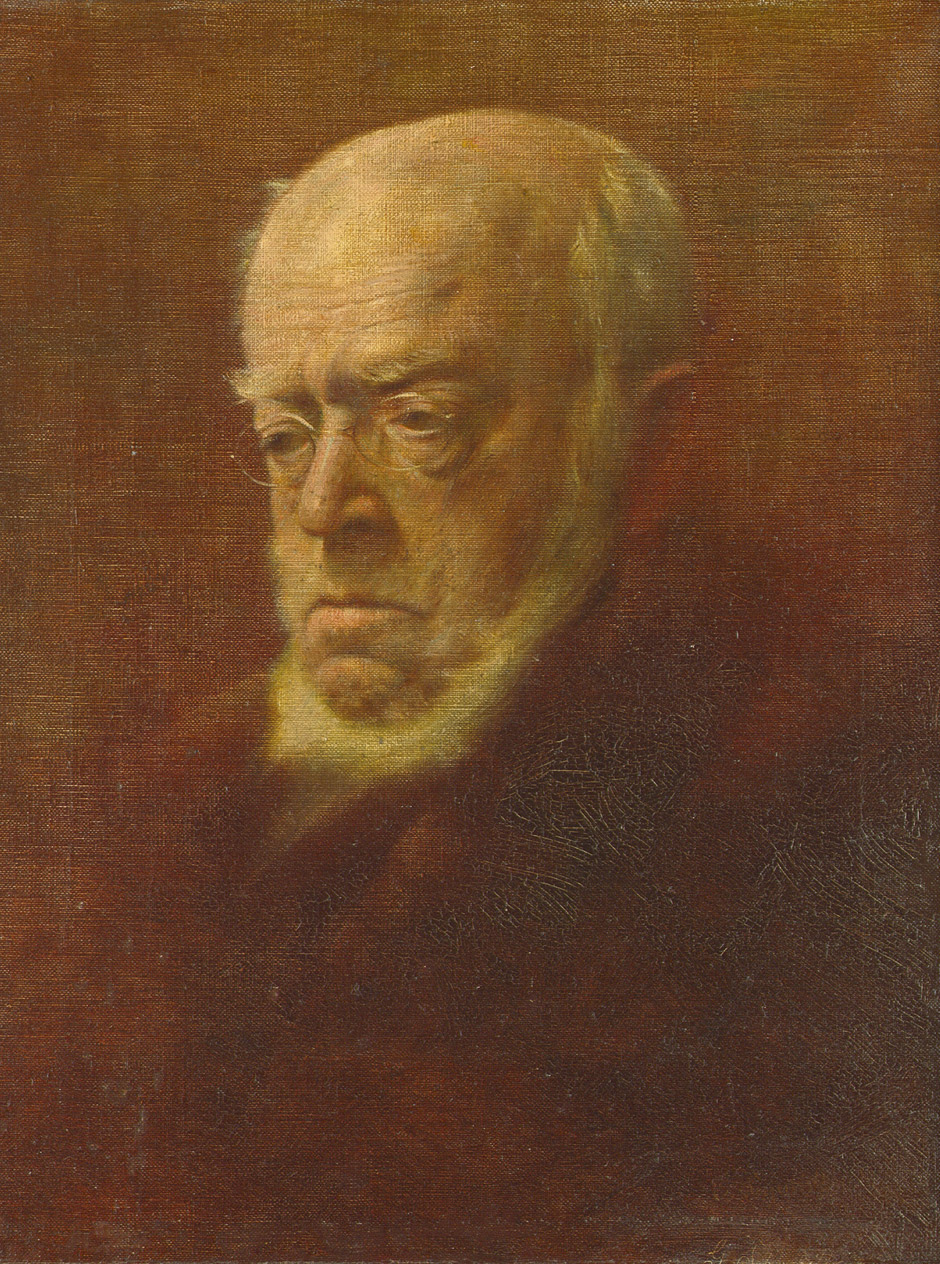
Porträt des Malers Adolph von Menzel

| Personendaten    | Personendaten          |
| ---------------- | ---------------------- |
| NAME             | Schmitt, Guido Philipp |
| KURZBESCHREIBUNG | deutscher Maler        |
| GEBURTSDATUM     | 23. Februar 1834       |
| GEBURTSORT       | Heidelberg             |
| STERBEDATUM      | 8. August 1922         |
| STERBEORT        | Miltenberg             |